# Église Saint-Médard de Saint-Médard-la-Rochette
L'église Sainte-Médard est une église catholique située à Saint-Médard-la-Rochette, en France.

## Localisation
L'église est située dans le département français de la Creuse, sur la commune de Saint-Médard-la-Rochette.

## Historique
L'édifice est inscrit au titre des monuments historiques en 1969.

## Architecture
L'édifice comprend une nef de deux travées, terminée par une abside semi-circulaire couverte d'une voûte en cul-de-four (XIe-XIIe siècle). 

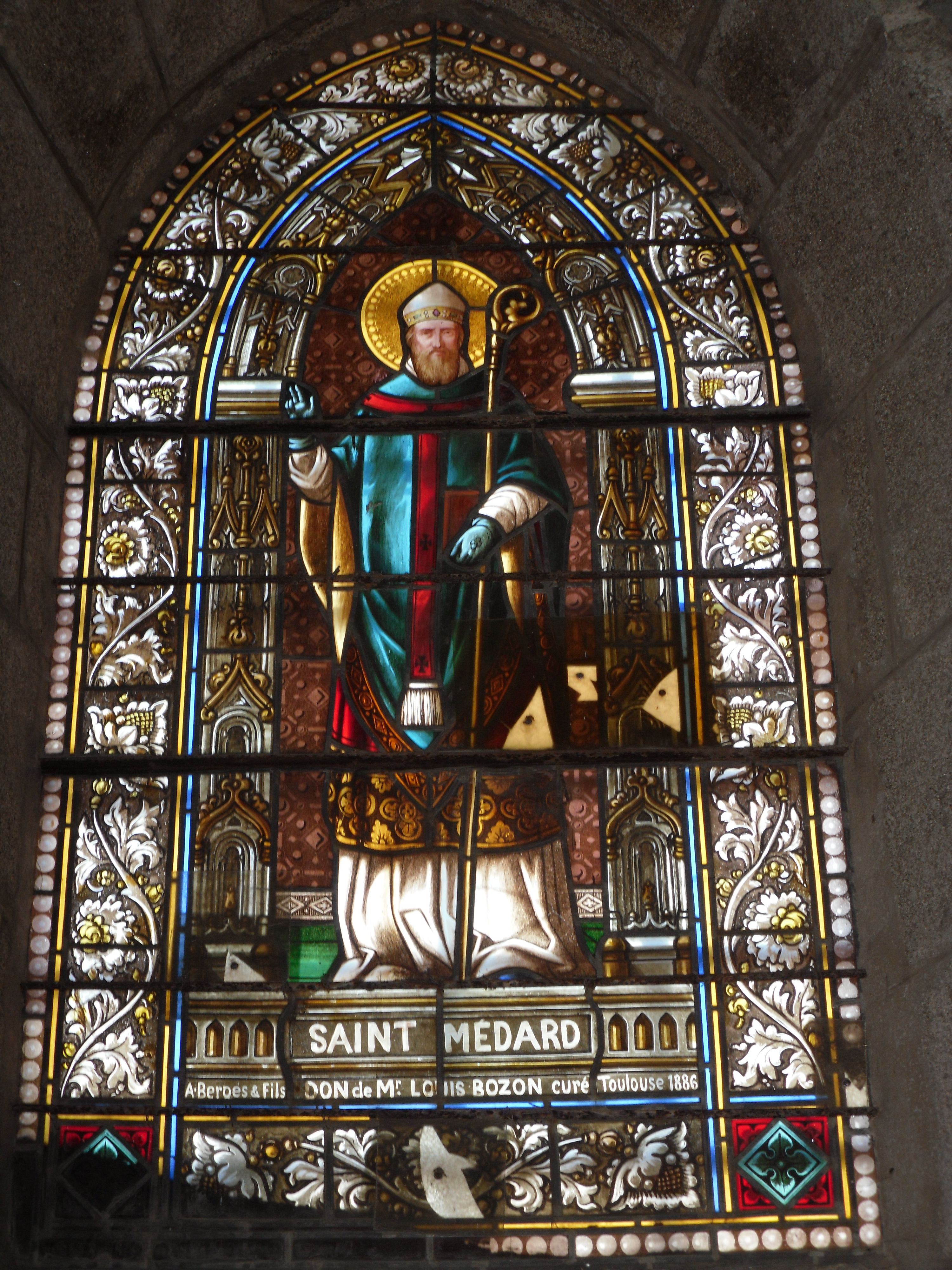

Une chapelle nord a été ajoutée au XVIe siècle, sur la deuxième travée. Chapiteaux sculptés. L'église a été fortifiée aux XIVe-XVe siècles.
L'élément le plus important de cette fortification a été la tour montée sur l'abside, qui conserve une meurtrière cruciforme.
Le portail nord est en tracé brisé, à boudins, colonnettes et chapiteaux formant frise ; chaque jambage est orné d'un visage humain. Une sculpture archaïque représentant un homme barbu a été remployée à gauche de l'archivolte du portail.